# To Serve Them All Of My Days
To Serve Them All My Days is een dramaserie van de BBC die zich afspeelt tussen de Eerste Wereldoorlog en de Tweede Wereldoorlog.
De serie vertelt het verhaal van David Powlett-Jones (gespeeld door John Duttine) die gewond is geraakt in de oorlog en ook last heeft van shell-shock. Hij solliciteert naar de functie van leraar op een kostschool. Ondanks zijn onzekerheid, geeft de eigenzinnige conrector hem de baan.